# Palaeoloxodon namadicus

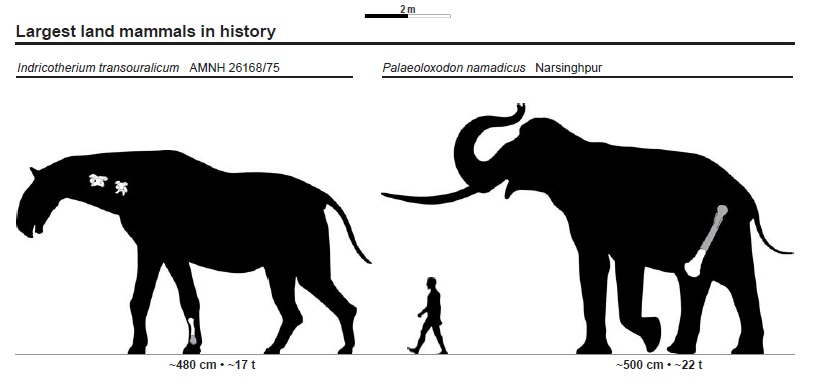
Comparación de tamaños entre Paraceratherium un humano y P. namadicus.

Palaeoloxodon namadicus o elefante asiático de colmillo recto, es una especie extinta de mamífero proboscidio de la familia Elephantidae que vivió durante el Pleistoceno en Asia, desde la India (donde se descubrió por primera vez) hasta Japón, también vivió en Sri Lanka. La parte específica del nombre procede de Namadus, antiguo nombre griego del río Narmada.

## Descripción
Algunas autoridades lo consideran una subespecie de Palaeoloxodon antiquus, el elefante de colmillos rectos, debido a las similitudes de los colmillos. Su estructura de cráneo también era diferente de la de un elefante moderno. La agrupación de este género está respaldada por sinapomorfías craneales con otras especies de Palaeoloxodon. Investigaciones posteriores sugirieron que P. namadicus se puede distinguir de P. antiquus por sus huesos de extremidades menos robustos y su cráneo más robusto.
Se cree que Palaeoloxodon namadicus se extinguió hace unos veinticuatro mil años, cerca del final del Pleistoceno. Se conoce un registro tardío de hace cincuenta y seis mil años en la llanura del Ganges en la India. En 2015 un estudio basado en una extensa investigación de fósiles fragmentarios de hueso de la pata sugirió que P. namadicus pudo haber sido el mamífero terrestre más grande de todos los tiempos.

### Tamaño
Varios estudios han intentado estimar el tamaño de los elefantes asiáticos de colmillo recto, así como otros proboscidios prehistóricos, generalmente utilizando comparaciones de la longitud del fémur y el conocimiento de las tasas de crecimiento relativas para estimar el tamaño de los esqueletos incompletos. Un esqueleto parcial encontrado en India en 1905 tenía huesos del muslo que probablemente midieron 165 cm cuando se completaron, lo que sugiere una altura total del hombro de 4,5 m para este individuo.
Se encontraron dos huesos parciales del muslo en el siglo XIX y habrían medido 160 cm cuando se hubieran completado. Se decía que un fragmento de la misma localidad era casi un cuarto más grande; Luego, el análisis volumétrico arrojó una estimación de tamaño de 5,2 m de altura en el hombro y 22 tn de peso.

## Galería

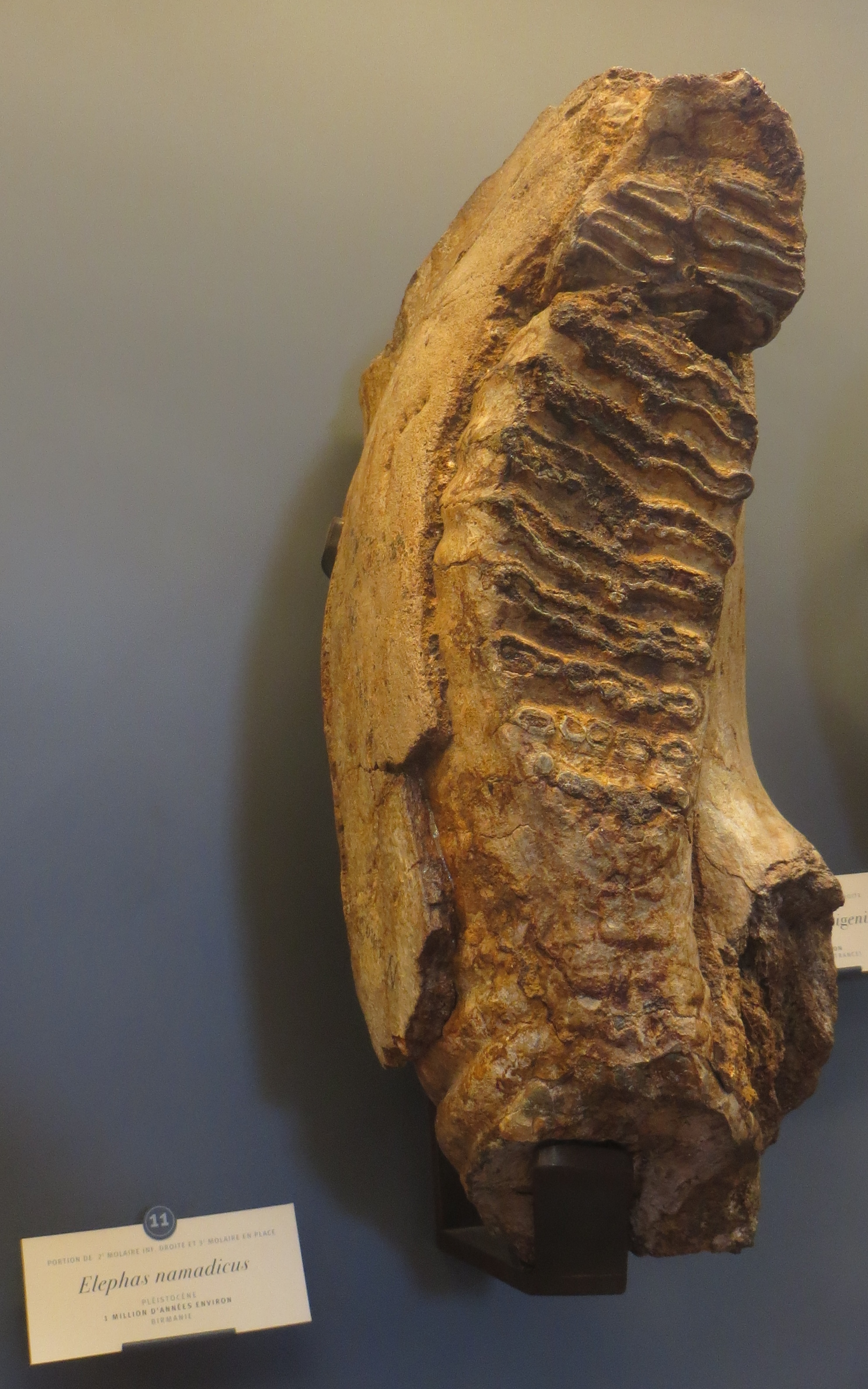
Molar de P. namadicus.
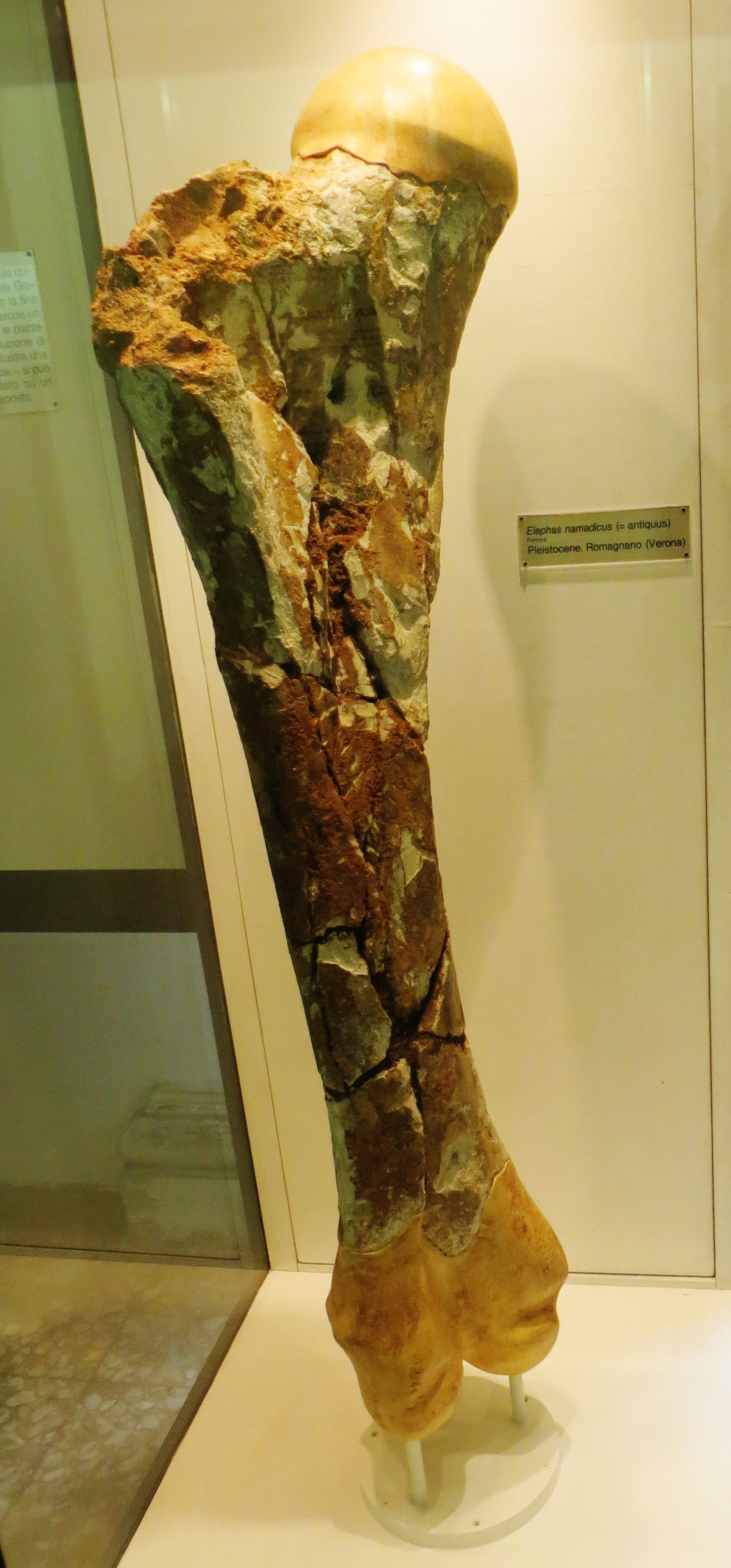
Fémur de P. namadicus en el Museo de Historia Natural de Verona.
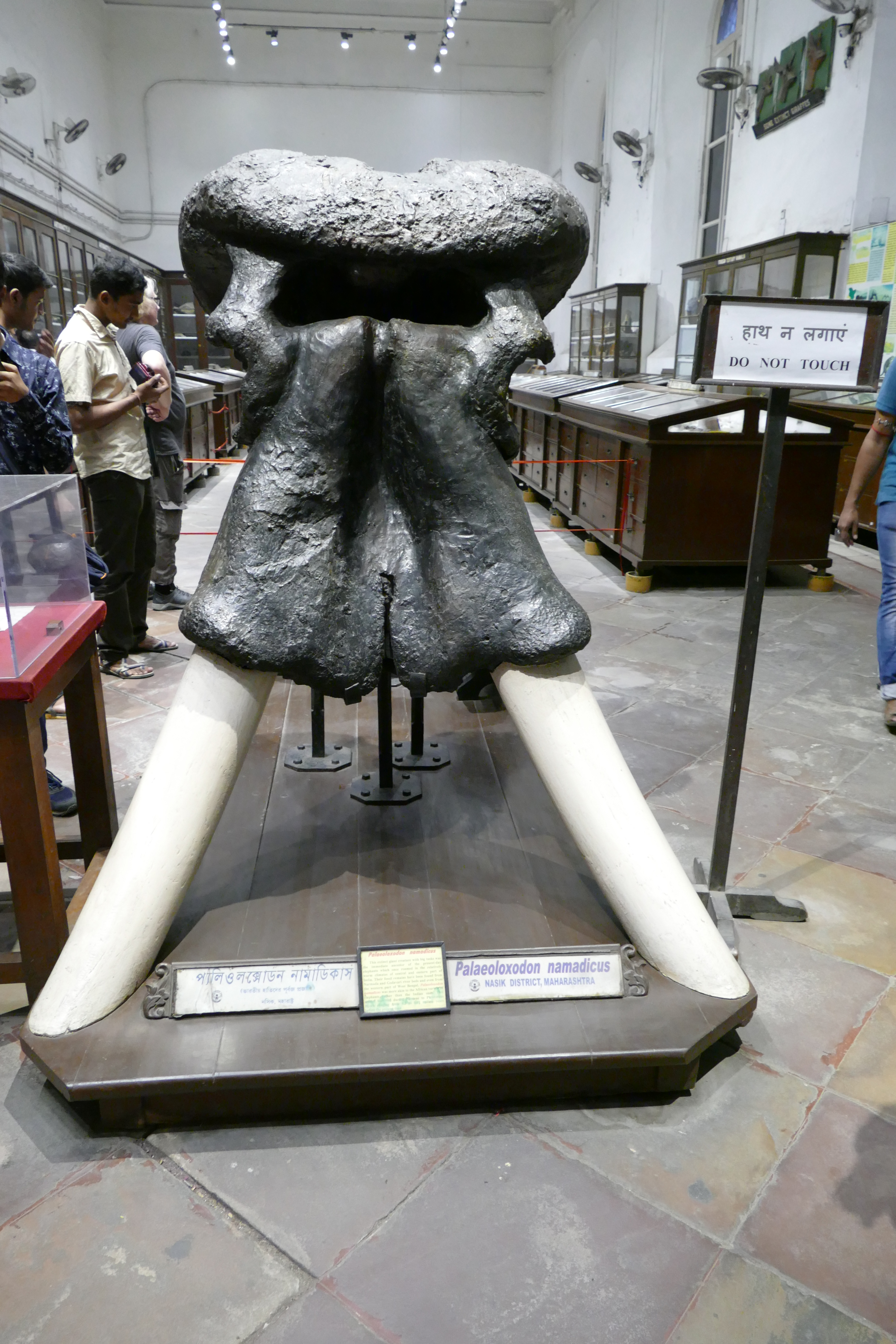
Cráneo de P. namadicus en el Museo indio de Calcuta.
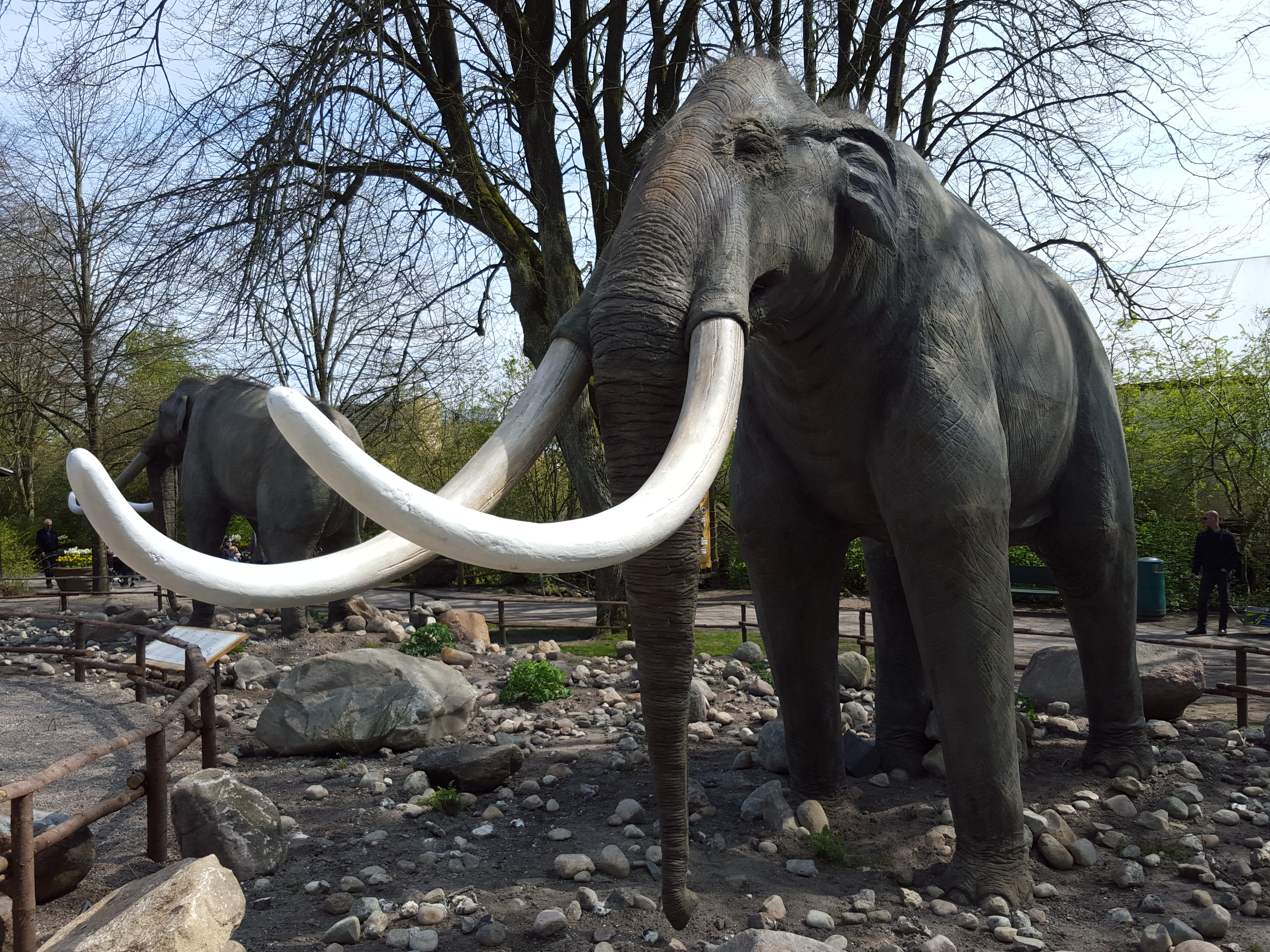
Recreación de P. namadicus en el zoológico de Aalborg, Dinamarca.
Comparación de especies de Paleoxodon.